# 大阪市立佃中学校
大阪市立佃中学校（おおさかしりつ つくだちゅうがっこう）は、大阪府大阪市西淀川区にある公立中学校。

## 概要
西淀川区の北西部を校区とする。地域の生徒数増加に伴い、1980年に大阪市立淀中学校から分離開校した。校名は、地域の名称・佃に由来している。

## 沿革
校区の佃はかつて工業地帯だったが、1970年代以降工場が撤退・郊外移転し、跡地で住宅開発が進められた。これに伴い1970年代頃より地域人口が急増した。地域は当時、大阪市立淀中学校の校区だったが、生徒数増加により淀中学校が過密化し、1500人以上を有する過大規模校に位置づけられた。
過密化解消のため、1978年6月1日付で大阪市立淀中学校から大阪市教育委員会に対して、学校の分離新設申請が出された。申請が出されたこの日を創立記念日としている。
校区の決定や校舎の建設などを経て、1980年に大阪市立佃中学校として現在地に開校している。開校の際、該当校区内在住の2年生を大阪市立淀中学校より転入させ、1・2年生の生徒での発足となった。

### 年表
- 1978年6月1日 - 大阪市立淀中学校から、学校の分離新設申請が出される。
- 1979年1月 - 校区を決定。
- 1979年8月23日 - 学校建設工事を着工。
- 1980年3月26日 - 校名が大阪市立佃中学校と正式決定。
- 1980年 - 大阪市立佃中学校として現在地に開校。
- 1981年5月30日 - 開校記念式典を実施。
- 1994年4月8日 - 養護学級を新設。
- 1995年1月17日 - 阪神・淡路大震災で校区被害。
- 1999年8月31日 - カウンセリングルームを新設。
- 2018年6月18日 - 大阪府北部地震により校区被害。

## 通学区域
- 大阪市立佃小学校、大阪市立佃西小学校の通学区域。

大阪市西淀川区 佃1-7丁目、千舟1-3丁目。

## 出身者
- 内田滋 - 俳優

## 交通
- 阪神本線 千船駅 北東へ約700m。
- 阪神本線 杭瀬駅 南東へ約1km。
- 大阪シティバス・阪神バス 佃バス停。